# Заботин, Сергей Николаевич
Серге́й Никола́евич Забо́тин (5 мая 1936 — 19 января 2013) — узбекский и российский актёр театра и кино.

## Биография
Сергей Заботин родился 5 мая 1936 года. Работал в Ташкенте, играл в Русском театре юного зрителя и театре «Ильхом». В 1976 году был награждён премией III Фестиваля драматического искусства ПНР в СССР за роль фотографа в спектакле «Ночная повесть».
В 2005 году переехал в Москву, где в свои 70 лет дебютировал в кино. Последние 7 лет активно снимался, сыграв более 50 ролей, в основном, в сериалах («Улицы разбитых фонарей», «Петровка, 38», «Доктор Живаго», «Участковый», «Моя прекрасная няня», «Бальзаковский возраст, или Все мужики сво…»).
Умер 19 января 2013 года в Москве у метро «Бауманская», когда ехал на очередной кастинг в компанию «Твинди».

### Семья
- Жена — актриса Инора Заботина (род. 1942).

## Фильмография
- 2012 Одинокий волк — дядя Коля, пожилой киллер
- 2012 Москва. Три вокзала — отец Артёма
- 2012 Дорога на остров Пасхи — пенсионер
- 2012 Бигль — эпизод (серии «Наследник» и «Лжедмитрий»)
- 2011 Участковый — сосед Штыка
- 2011  Срочно в номер — 3 — Вениамин Аркадьевич Гронский
- 2011 О нём — старик
- 2011 Назад — к счастью, или Кто найдёт Синюю птицу — водитель такси
- 2011 МУР — Захар Петрович Рогов
- 2011 Загадка для Веры — отец Грушко
- 2011 Пыльная работа — Кузьма Иванович Панов
- 2011 Девичья охота — ветеран (нет в титрах)
- 2011 Бежать — Борис, отец Екатерины
- 2011 12 апреля 1961 года. 24 часа (документальный) — эпизод
- 2010 Шахта — пожилой рыбак (3-я серия «В кольце»)
- 2010 Столица греха — эпизод
- 2010 Погоня за тенью — старик (2 серия «Ничего личного»)
- 2010 Богини правосудия — Сергей Сергеевич Гуликов, присяжный
- 2009 Русский крест — Соломон
- 2009 Преступление будет раскрыто—2 — Семён Семёнович (1 серия «Роковое свидание»
- 2009 Любовь на сене — мужик
- 2009 И была война — Михеич
- 2009 Дикий — Александр Яковлевич Ошуркин, флаерист
- 2009 Грязная работа — Иван Сидорович, эксперт (фильм 6-й «Дело антиквара»)
- 2009 Высший пилотаж — дедок
- 2008—2010 Ранетки — Вениамин Михайлович
- 2008 Шальной ангел — старичок, житель Дома престарелых
- 2008 Петровка, 38. Коанда Петровского — Лемихов
- 2008 Ванька Грозный — сельский батюшка
- 2008 Глухарь — Соломон, сосед (30 серия «Кольт»)
- 2008 Общая терапия —  Игнат Шевченко, тяжёлобольной
- 2008 Невеста на заказ — Палыч
- 2008 Братья-детективы — эпизод (7 серия)
- 2008 Адвокат — Григорий Ильич, эксперт (серии «Красивая жизнь» и «Страсть к игре»
- 2008 Автобус — ветеран (10 серия «Богданчик»)
- 2007 Морозов — эпизод (7 серия)
- 2007 Агентство Алиби (57 серия «Комментатор»)
- 2007 Завещание Ленина — прихожанин
- 2007 Спецгруппа — эпизод (серия «Нехорошая квартира»)
- 2006—2007 Кто в доме хозяин? — мужчина (серии «Конец опекунства», «Когда мы были молодыми», «Когда мы были молодыми-2»)
- 2006 Закон и порядок: Преступный умысел -1 — эпизод (серия «Закрытое дело»)
- 2006 Таксистка — эпизод
- 2006 Счастье по рецепту — дядя Алик
- 2006 Врачебная тайна — Незлобов
- 2006 Служба 21, или Мыслить надо позитивно — дед Гришин
- 2006 Аэропорт-2 — Кузнецов Алексей Иванович № 1 (серия «Доказательство»)
- 2006 Пороки и их поклонники — Гурий Матвеевич
- 2004—2013 Кулагин и партнёры — участник Великой Отечественной войны, крестьянин-мститель и др.
- 2005 Улицы разбитых фонарей-7 — эпизод (серия «Чужие окна»)
- 2005 Моя прекрасная няня — старик (77 серия «Переезд Любови)»
- 2005 Зона — следователь Возницкий
- 2005 Золотой телёнок — географ в психушке
- 2005 Доктор Живаго — эпизод (11 серия)
- 2005 Бальзаковский возраст, или Все мужики сво... 2 — отец Потапа (серия «Слишком хороший для неё»)
- 2005 Адвокат — Анатолий Сергеевич (серия «Свидетель»)
- 2004 Бальзаковский возраст, или Все мужики сво...
- 2004 Таксистка — Эпизод